# Chapelle Notre-Dame de La Bastide-des-Jourdans
La chapelle Notre-Dame est une chapelle d'architecture romane située sur la commune française de La Bastide-des-Jourdans.

## Histoire
Des documents attestent de la présence d'une église au même lieu, sous le vocable « Sainte Marie de Tribullanis », en 1092. Elle était rattachée au hameau de Limaye, le village de la Bastide des Jourdans n'existant pas à cette époque. En 1532, Barthélemi Gauzan, curé de la paroisse de la Bastide des Jourdans la fait restaurer. 
La chapelle est classée au titre des monuments historiques depuis le 30 septembre 1942.